# Leandro Lobato

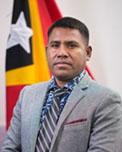
Leandro Lobato

Leandro Leite Lobato (* 9. September 1974 in Leorema, Liquiçá, Portugiesisch-Timor) ist ein Politiker aus Osttimor. Er ist Mitglied der Partei Congresso Nacional da Reconstrução Timorense (CNRT).

## Werdegang
Lobato schloss die Schule nach der Sekundarstufe ab.
Bei den Wahlen von 2004/2005 wurde Leandro Lobato zum Chefe de Suco seiner Heimat Leorema gewählt.
Auf Listenplatz 22 des CNRT zog Lobato bei den Parlamentswahlen in Osttimor 2017 erfolgreich als Abgeordneter in das Nationalparlament ein. Hier war er Sekretär der Kommission für Ethik (Kommission G). Nach der Auflösung des Parlaments 2018 trat Lobato bei den Neuwahlen am 12. Mai auf Listenplatz 32 der Aliança para Mudança e Progresso (AMP) an, zu der auch der CNRT gehört, und zog erneut in das Parlament ein. Er wurde Mitglied der Kommission für Außenangelegenheiten, Verteidigung und Sicherheit (Kommission B). Am 16. Juni 2020 wurde er stattdessen Mitglied der Kommission für Bildung, Gesundheit, soziale Sicherheit und Gleichstellung der Geschlechter (Kommission G).
Bei den Parlamentswahlen 2023 trat Lobato auf Listenplatz 35 des CNRT an, die Partei erhielt aber nur 31 Sitze, sodass Lobato aus dem Parlament ausschied. Nach der Vereidigung der neuen Regierung ersetzte Lobato aber einen der aus dem Parlament ausgeschiedenen Regierungsmitglieder als Abgeordneten. Hier wurde er nun Sekretär der Kommission für Gesundheit, soziale Sicherheit und Gleichstellung der Geschlechter (Kommission F).